# Phoradendron caesalpiniae
Phoradendron caesalpiniae là một loài thực vật có hoa trong họ Santalaceae. Loài này được Ule miêu tả khoa học đầu tiên năm 1908.